# 安中市立上後閑小学校
安中市立上後閑小学校（あんなかしりつ かみごかんしょうがっこう）は、群馬県安中市にあった安中市立小学校。
2011年をもち安中市立後閑小学校と統合し、廃校となった。

## 概要
児童数が少なく、2011年に廃校になった。廃校前最後の卒業生は2人であった。

## 学区
- 後閑地区第5区4組から第14区まで

## 学校目標
ゆたかな子・たくましい子・かしこい子

### 児童像
ゆたかな子
- 明るく素直で友だちに思いやりの心で接している。[2]
- 友だち同士なかよく協力できる。
- 進んで清掃・奉仕作業に取り組んでいる。

たくましい子
- 運動や遊びを通して心身を鍛えている。
- 苦しいことがあっても忍耐強く取り組んでいる。
- 一日一日の積み重ねを大事にして根気強く取り組んでいる。

かしこい子
- 基礎的・基本的な内容をしっかりと身に付けている。
- 先生や友だちの話をしっかり聞き，自分の意見を進んで発表している。
- 学んだことをもとにして，学習や生活の場面に役立てている。